# Kaduqli

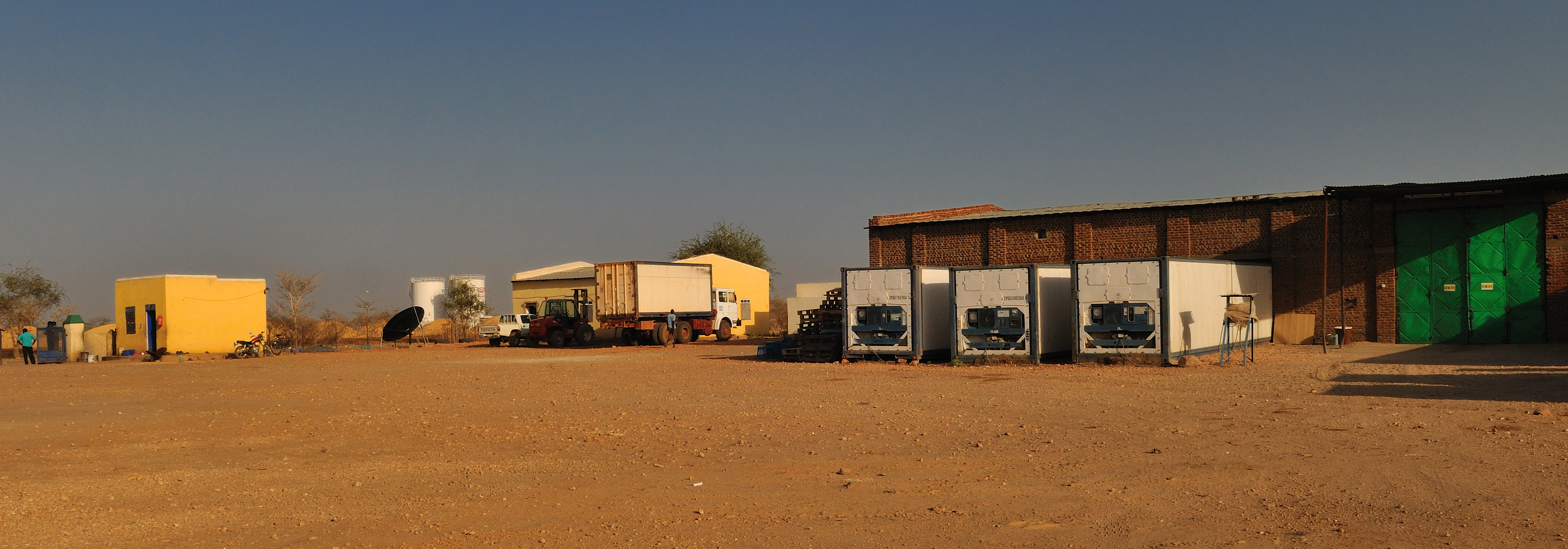
Kaduqli (2009)

Kaduqli (arabisch كادوقلي Kādūqlī, sudanesisch-arabisch: Kāduglī) ist die Hauptstadt des sudanesischen Bundesstaates Dschanub Kurdufan.

## Lage
Die Stadt liegt im Süden des Sudan nahe der Grenze zum Südsudan an den südlichen Ausläufern der Nuba-Berge. Von al-Ubayyid führt eine 265 Kilometer lange Straße nach Süden über Dilling nach Kaduqli.
Der Flughafen Kaduqli wird von der United Nations Mission In Sudan für Einsätze in der Region benutzt.

## Bevölkerung
In den 1970er Jahren war Kaduqli noch eine Kleinstadt, aufgrund des seither eingesetzten Verstädterungsprozesses liegt die Bevölkerungszahl bei 93.518 Einwohnern (Berechnung 2010).
Bevölkerungsentwicklung:
| Jahr              | Einwohner |
| ----------------- | --------- |
| 1973 (Zensus)     | 18.468    |
| 1983 (Zensus)     | 45.698    |
| 1993 (Zensus)     | 62.104    |
| 2010 (Berechnung) | 93.518    |

## Geschichte
Ein Großteil der Stadt wurde im 21-jährigen Bürgerkrieg zerstört.
Seit dem 7. Juni 2011 wurde von massiver Gewalt durch die Sudan People’s Armed Forces in Kaduqli berichtet. Sie setzte auch schwere Artillerie und, gezielt gegen Start- und Landepisten gerichtete, Luftangriffe ein. Betroffen seien vor allem christliche Kirchenzentren. Berichte aus dem Südsudan sprachen von „ethnischen Säuberungen“. Zehntausende Menschen flüchteten in die Basis der UNMIS, deren Soldaten aber nicht in die Auseinandersetzungen eingreifen.